# Studio NL Live
Studio NL Live is een van de praatprogramma's van BVN waarin de Nederlandstalige kijkers in het buitenland het voor het zeggen hebben. Door middel van bellen of e-mailen kan er gereageerd worden over het thema dat centraal staat in de uitzending. Normaliter is dit een thema dat diezelfde week in het nieuws was.
De presentatie wordt wekelijks afgewisseld door Margriet Vroomans en Karin van den Boogaert.